# Drapetis luteipes
Drapetis luteipes är en tvåvingeart som först beskrevs av Le Peletier 1828.  Drapetis luteipes ingår i släktet Drapetis och familjen puckeldansflugor.
Artens utbredningsområde är Frankrike. Inga underarter finns listade i Catalogue of Life.